# Charles Bonnet

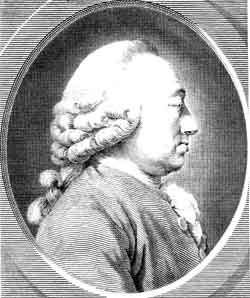
Charles Bonnet

Charles Bonnet (ur. 13 marca 1720 w Genewie, zm. 1793 tamże) – szwajcarski przyrodnik i filozof, członek Królewskiej Szwedzkiej Akademii Nauk.

## Życiorys
Rodzice Bonneta emigrowali z Francji z powodu prześladowań hugenotów. Studiował prawo i został wybranym sędzią w ojczystym mieście. Zainteresowania Bonneta dotyczyły też historii naturalnej i z czasem poświęcił się jej całkowicie. Dokonał dużego wkładu w rozwój wiedzy o biologii owadów. Jako pierwszy w 1746 opisał partenogenezę u mszyc.